# Тейлър (окръг, Кентъки)
Вижте пояснителната страница за други значения на Тейлър.
Окръг Тейлър (на английски: Taylor County) е окръг в щата Кентъки, Съединени американски щати. Площта му е 717 km², а населението - 22 927 души (2000). Административен център е град Кембълсвил.